# Ginástica artística nos Jogos Olímpicos de Verão de 2008 - Barra fixa
A final masculina da barra fixa da ginástica artística nos Jogos Olímpicos de Verão de 2008 foi realizada no Estádio Nacional Indoor de Pequim, em 19 de agosto.

## Medalhistas
| Ouro   | CHN Zou Kai          |
| Prata  | USA Jonathan Horton  |
| Bronze | GER Fabian Hambüchen |

## Atletas classificados
- GER Fabian Hambüchen
- ITA Igor Cassina
- FRA Yann Cucherat
- NED Epke Zonderland
- CHN Zou Kai
- USA Jonathan Horton
- JPN Hiroyuki Tomita
- JPN Takuya Nakase

## Resultados
| Pos.              | Ginasta              | Nota A | Nota B | Pen. | Total  |
| ----------------- | -------------------- | ------ | ------ | ---- | ------ |
| Medalha de ouro   | CHN Zou Kai          | 7.200  | 9.000  |      | 16.200 |
| Medalha de prata  | USA Jonathan Horton  | 6.900  | 9.275  |      | 16.175 |
| Medalha de bronze | GER Fabian Hambüchen | 6.800  | 9.075  |      | 15.875 |
| 4                 | ITA Igor Cassina     | 6.600  | 9.075  |      | 15.675 |
| 5                 | JPN Takuya Nakase    | 6.600  | 8.850  |      | 15.450 |
| 6                 | JPN Hiroyuki Tomita  | 6.600  | 8.625  |      | 15.225 |
| 7                 | NED Epke Zonderland  | 6.500  | 8.500  |      | 15.000 |
| 8                 | FRA Yann Cucherat    | 6.500  | 8.325  |      | 14.825 |